# Kresini
Kresini is een plaats in de gemeente Žminj in de Kroatische provincie Istrië. De plaats telt 21 inwoners (2001).